# 鸭田镇
鸭田镇，是中华人民共和国湖南省邵陽市隆回县下辖的一个乡镇级行政单位。

## 行政区划
鸭田镇下辖以下地区：
鸭田社区、南湾村、石鼓村、刘塘村、坪头村、寨溪村、渭溪村、柘溪村、大乐园村、石桥村、张家山村、青庄村、青岭村、李子坳村、周家段村、大水洞村、横金村、游家村、古同村、横板村、麻罗村、苗田村、兴田村、古塘村、福合村和李家凼村。